# Concanis
Os concanis ou concanins, ou ainda concânios, a que os portugueses chamavam canarins  são um grupo étnico da Índia cuja área de ocupação se sobrepõe geograficamente à da etnia marata, em especial em Maarastra e em Goa, numa região chamada Concão. Segundo algumas fontes, o termo "concani" advém das palavras kum ("Mãe Terra") e kana ("parte", "pedaço"). Os concanis falam a língua concani.
O relativo isolamento geográfico e a estreita relação com o Mar Arábico deram forma à história e à sociedade do povo concani. A etnia tem sido principalmente uma comunidade agrícola ao longo de toda a sua história, movendo-se agora sucessivamente em direcção ao turismo.
O povo concani traça a sua história desde o quarto milénio a.C.; o seu centro actual situa-se em Goa e pensa-se que aí se tenham estabelecido por volta do século XI. Fora de Goa, também se encontram concanis ao longo da costa do Concão, com a população concentrada especialmente em Mangalor, Carwar e na costa sul de Maarastra. Descendentes de muçulmanos concanis podem ser encontrados em especial entre asiáticos residentes na África do Sul.
Alguns brâmanes do povo concani são conhecidos pelo facto de comerem peixe, uma comida que é geralmente proibida a esta casta (os brâmanes são geralmente vegetarianos). Também existem, na população, seguidores do catolicismo, convertidos pelos portugueses, a partir do século XVI, e do islamismo. É de notar que as gerações actuais vivem em harmonia com os seus congéneres, sendo irrelevantes as más experiências que os seus antepassados (supostamente) tiveram devido às diferenças de religião.